# Якопіно дель Конте
Якопіно дель Конте (італ. Jacopino del Conte; 1510—1598) — італійський художник-маньєрист, який працював у Римі й Флоренції.
Уродженець Флоренції, Якопіно дель Конте народився того ж року, що й інший флорентійський майстер Франческо Сальвіаті (якого Конте пережив на 35 років), і, як і Сальвіаті та низка інших художників, він спочатку навчався у впливового художника та кресляра Андреа дель Сарто.
Перші фрески Конте, в тому числі «Благовіщення Захарії» (італ. Annuncio a Zaccaria; 1536), «Проповідь святого Івана Хрестителя» (італ. Predica del Battista; 1538) і «Хрещення Христа» (італ. Battesimo di Cristo; 1541), були збережені в ораторіумі Сан-Джованні-дей-Фіорентіні, що знаходилася в Римі, але підтримувалася флорентійцями. Фреска «Проповідь» написана за малюнком Періно дель Вага. У 1547—1548 роках, у співпраці з Січоланте да Сермонета, Конте завершив фрескове оздоблення каплиці Сан-Реміджо в Сан-Луїджі-дей-Франчезі. У 1552 році він написав ще одну роботу для ораторії Сан-Джованні, вівтарний образ «Покладання до гробу» (італ. Deposizione), дизайн якого іноді приписують Даніеле да Вольтерра.
Хоча конкретні дати його народження та смерті не були задокументовані, в останній рік життя Якопіно дель Конте мало б виповнитися 89 років.